# La Falda
La Falda – miasto w Argentynie, położone w środkowej części prowincji Córdoba.

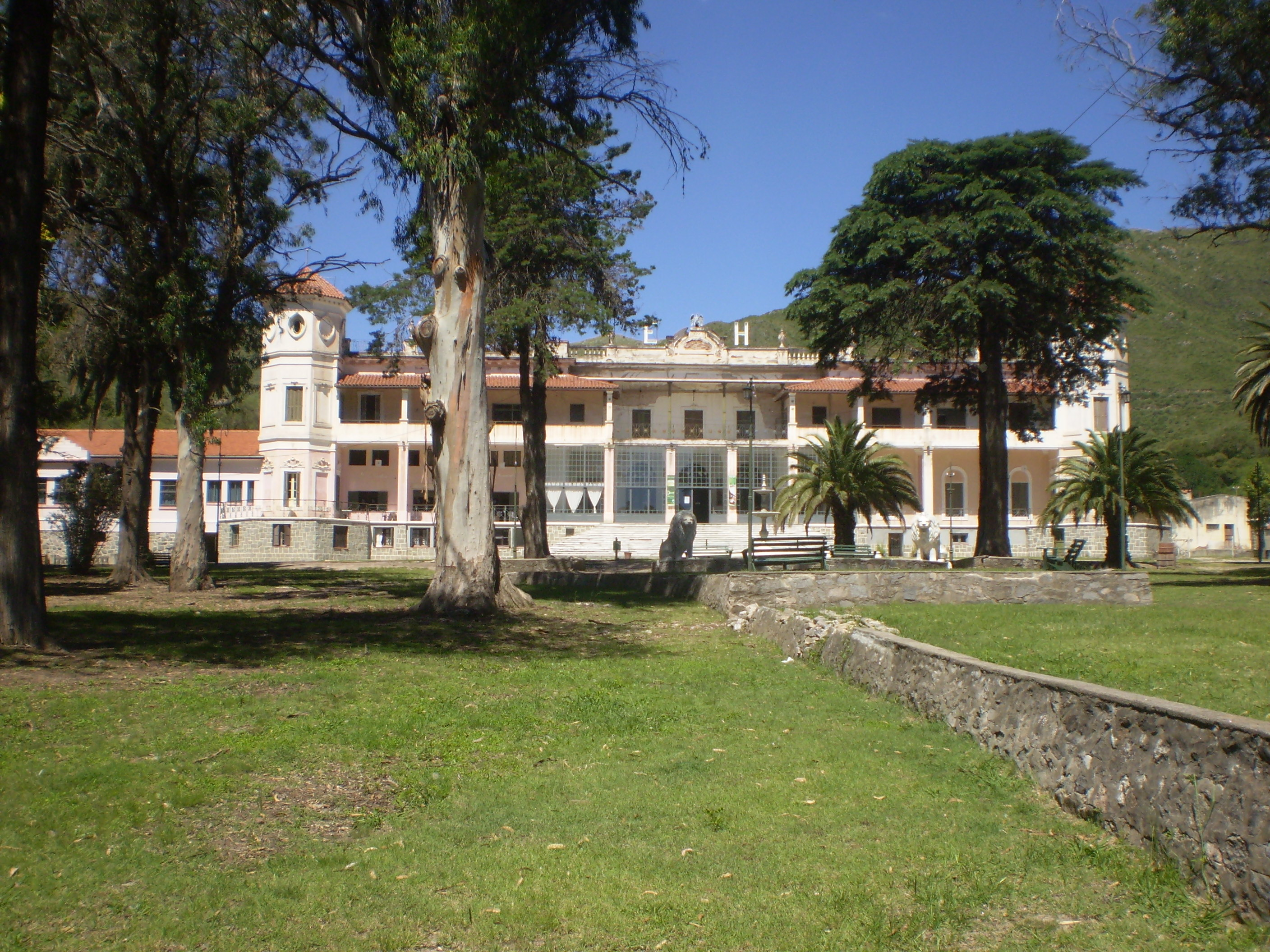
Hotel Eden w La Falda

## Opis
Przez miasto przebiega droga krajowa-RN38 i linia kolejowa. . W mieście znajduje się historyczny już Eden Hotel założony w 1898 roku.

## Linki zewnętrzne

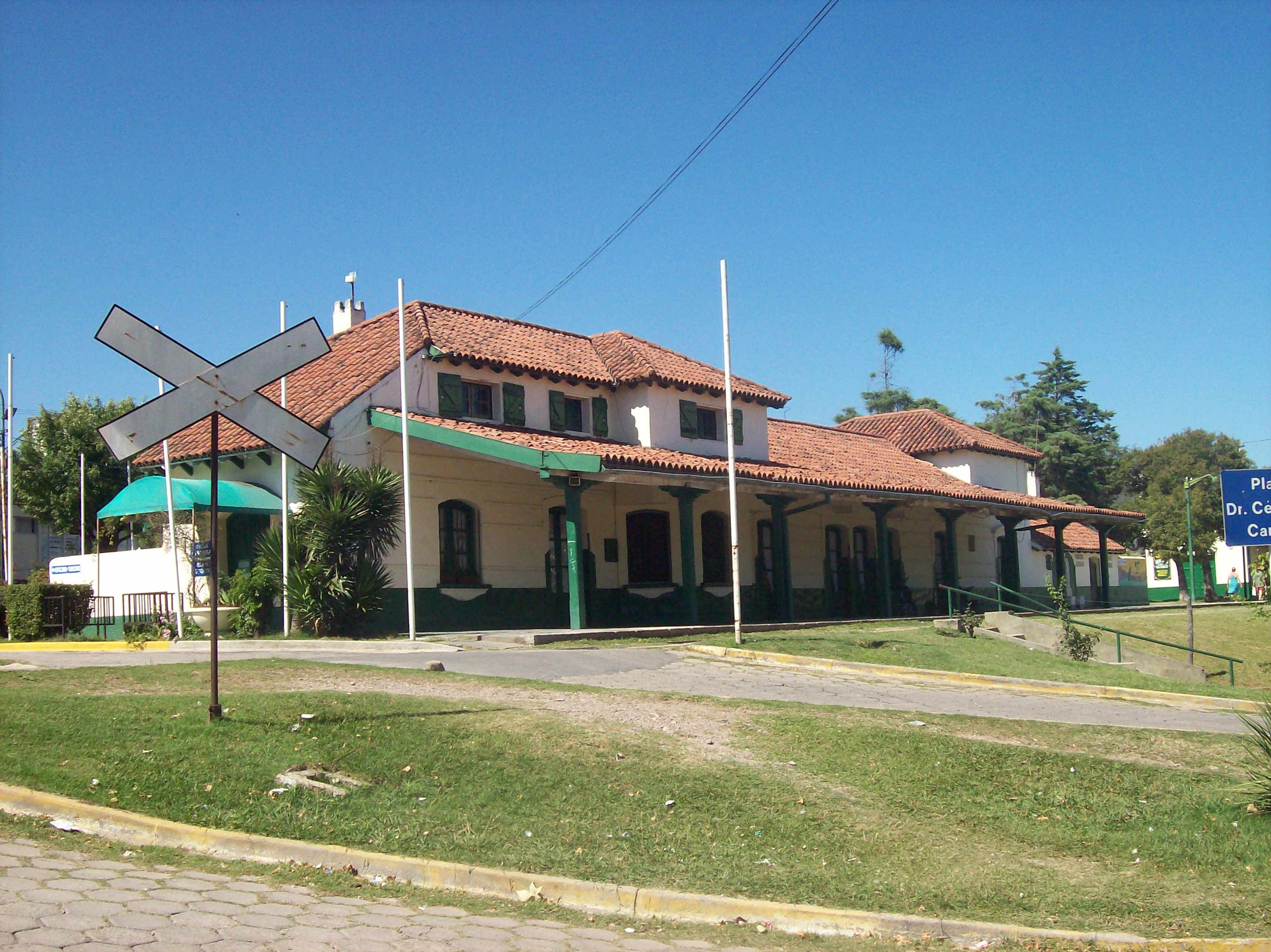
Stacja kolejowa La Falda